# (9948) 1990 QB2
(9948) 1990 QB2 (1990 QB2, 1979 SJ6, 1990 SQ26) — астероїд головного поясу, відкритий 22 серпня 1990 року.
Тіссеранів параметр щодо Юпітера — 3,503.